# 3439 Lebofsky
3439 Lebofsky eller 1983 RL2 är en asteroid i huvudbältet som upptäcktes den 4 september 1983 av den amerikanske astronomen Edward L.G. Bowell vid Anderson Mesa Station. Den är uppkallad efter den amerikanske astronomen Larry A. Lebofsky.
Asteroiden har en diameter på ungefär 8 kilometer och den tillhör asteroidgruppen Merxia.